# Фонк
Фонк — піджанр хіп-хопу і репу, натхненний мемфіс-репом 1990-х років. Найбільше представлений на платформі SoundCloud та Spotify характеризується ностальгічними семплами фанку, що часто акомпануються старими вокальними записами в стилі мемфіс-репу. У жанрі зазвичай використовуються хіп-хоп семпли ранніх 1990-х років, поєднані з джазовими мотивами.

## Історія
Часто фонк називають «музикою покоління Z» та неофіційним «гімном дрифту». першими цей стиль почали використовувати мемфіські артисти DJ Paul, X-Raided, Phonk Beta, DJ Screw і колектив Three 6 Mafia. Перша хвиля фонку закінчилася наприкінці 2000-х, але уже на початку 2010-х стиль пережив відродження. Слово «фонк» стало популярним завдяки виконавцеві SpaceGhostPurrp, що випустив треки Pheel Tha Phonk, Bringin' Tha Phonk та Keep Bringin' Tha Phonk. YouTube-канали, особливо TrillPhonk, також зіграли велику роль у популяризації фонку.
Упродовж 2010-х років фонк-репери перемістилися на SoundCloud, надихаючись роботами XXXTentacion, Ski Mask the Slump God, Trippie Redd та інших. Фонк є пом'якшеним варіантом трепу, відрізняючись від нього відсутністю «шершавого, темного, мемфіс-орієнтованого звучання», віддаючи перевагу джазу і класичному хіп-хопу. У 2016—2018 роках фонк став одним із найбільш прослуховуваних жанрів на SoundCloud, а хештег #phonk опинявся одним із найпопулярніших за рік.
Як і багато культових жанрів на кшталт тріп-хопу чи пост-панку, у момент своєї появи фонк (phonk) був скоріше локальною течією, пов'язаною з конкретними музикантами.
Тільки якийсь час тому він став сприйматися як жанр, не прив'язаний до географії та певної групи. Але з такою екстраполяцією терміна «фонк» згодні далеко не всі — хардкорні фанати жанру вважають його цілою ідеологією і використовують це слово виключно щодо репера SpaceGhostPurrp та його послідовників. Саме SpaceGhostPurrp, репер та бітмейкер із Флориди, на початку 2010-х розробив та популяризував основи звучання, яке сьогодні пов'язують із фонком.
Багато хто вважає фонк переробкою мемфіс-репу, андеграундного піджанру хіп-хопу, який культивувався з початку 1990-х у штаті Теннессі. Для мемфіс-репу характерно використання 808-х хетів та коубелів (звуки драм-машини Roland TR-808), окультна тематика та естетика гангста-репу. Заживлений вокал (зі зниженою тональністю для створення ефекту «демонічного» голосу) і загальна похмурість звучання також належать до характерних рис мемфіс-репу.
Усі ці атрибути SpaceGhostPurrp дійсно використав у своєму репі, що став реактуалізованим перескладанням південного звуку 1990-х. Але правда в тому, що він використовував не тільки мемфіс-реп, а весь олдскульний хіп-хоп: west coast, east coast і навіть g-funk. Зі спотвореного funk і походить слово phonk — семпли фанкових записів заклали основу звучання хіп-хопу 1980-х і першої половини 1990-х.

## Особливості
Особливістю фонку є його неприв'язаність до якоїсь регіональної «сцени». Це пов'язано з особливостями платформи SoundCloud, котра зазвичай виділяє піджанри хіп-хопу й експериментального попу. Фонк-артист Lowpocus у інтерв'ю 2017 року сказав: «що дивно у фонку — виконавці є на всіх частинах світу. Ти можеш знайти фонк-реперів у Канаді, США, Франції».
Досі невідомо, хто став першим виконавцем у цьому піджанрі репу, оскільки більшість релізів виходила на вінілах та касетних платівках, які було втрачено. За звучанням мемфіс-реп і phonk чимось нагадують ямайську класику на кшталт реггі та дабу. Агресивна та жахлива фонк-музика має чітке годинне звучання. Процес створення дабу та phonk практично аналогічний. Якщо перший — це ремікси та обробки реггі-інструменталів, то фонк — засемпльований мемфіс-реп та джаз.
Тексти — це єдине, що не успадкував фонк у мемфіс-репу. Тематика залишилася тією ж, але зник увесь незрозумілий сленг. Найголовніше в цьому піджанрі репу — стиль у композиції та цілісності з бітом. На першому місці — виконання, на другому — вірші під музику.
Найрадикальніша різниця між фонком та мемфіс-репом у тому, що хіп-хоп виконавці з Мемфісу першими почали використовувати так званий triplet flow. Це коли під час одного кліку в биті використовується не дві чи чотири ноти, а три. Цей вид читки іноді називають migos flow або versace flow.
Водночас більшість виконавців фонк-музики віддають перевагу класичному флоу. Один із представників цього піджанру DJ Screw вигадав музичний прийом Chop n Screw. Він полягає у вокальних семплах, що часто повторюються, не тільки в біті, але і в самих куплетах. Для phonk-треків характерне використання посилань до старих та актуальних фільмів жахів.

## Виконавці
Ghostemane — Ерік Вітні (англ. Eric Whitney, нар. 15 квітня 1991, Уест-Палм-Біч, Флорида, США), більш відомий за сценічним псевдонімом Ghostemane — американський репер з Лос-Анджелеса, Каліфорнія. У своїх піснях Ghostemane поєднує хіп-хоп і рок, а в треках присутні тексти про містику, вбивства, демонів, бісів. Також у своїй творчості Ерік Гост називає себе «молодою Кроулі», роблячи відсилання до поета та окультиста Алістера Кроулі. Кліп на його пісню «Mercury» набрав понад двадцять мільйонів переглядів на YouTube. У своєму інтерв'ю для Fast Food Music Ерік заявляє, що любить подорожувати. Ще йому подобається астрономія і коли закінчиться музична кар'єра, Ерік збирається стати викладачем астрономії.
$uicideboy$ — реп-дует із Нового Орлеану, штат Луїзіана, до складу якого входять Рубі да Черрі та $lick $loth. Вони також керують записами G*59. Майже вся їхня музика створена самостійно.
Bones (раніше Th@ Kid) — хлопець, який менш ніж за рік став легендою андеграунд репу. Народився 11 січня 1994 року в Мьюїр Біч, штат Каліфорнія. У 7 років переїхав з батьками до Хауелл, штат Мічиган, де жив до 16 років. Перша серйозна популярність прийшла до Bones після того, як Raider Klan звернули на нього увагу та пропіарили юнака, хоча офіційно Елмо ніколи не входив до складу цього угруповання. Проте досі він продовжує спілкуватися з колишніми учасниками клану — Хав'єром Вульфом та Крісом Тревісом.
Одними з найпопулярніших українських фонкерів, за числом прослуховувань, є: Archez, ZWE1HVNDXR, MoonDeity, Hensonn, SCXR SOUL, ONIMXRU, GRAVECHILL, RXDXVIL, VISXGE, Glichery.